# Saab Kockums
A Saab Kockums é uma empresa sueca, de construção e reparação de navios de guerra, com sede em Malmö, e estaleiros em Karlskrona e Muskö, na Suécia.

A empresa foi fundada em 1840 e adquirida em 2014 pela empresa sueca Saab.

Cerca de 900 pessoas trabalham na Saab Kockums.

Nos estaleiros de Karlskrona são construídos navios de guerra, entre os quais submarinos e navios com equipamento stealth, para as marinhas de guerra da Suécia, Austrália e Singapura.